# Sá (supermercados)
Sá foi uma cadeia de supermercados sediada na ilha da Madeira e pertencente ao Grupo Sá (formalmente Jorge Sá, S.A.). Foi uma das maiores empresas de retalho presentes na Região Autónoma da Madeira, competindo principalmente com o Continente Modelo, da Sonae, e com o Pingo Doce, da Jerónimo Martins, até à sua extinção em 2013.

## História

### Primeiros supermercados e expansão
O primeiro Sá apareceu em 1985, na Rua do Seminário, com o Super Sá 1 (posteriormente, em 2000, expandido e designado de Hiper Sá Seminário). Já em 1988, foi inaugurado o segundo supermercado, o Super Sá 2 (posteriormente designado de Super Sá Hospital).
Em setembro de 1996, com a inauguração do Hiper Sá São Martinho, é que foi feita a grande viragem nas contas do grupo. Quando inaugurado, era o supermercado com maior área por metro quadrado na ilha da Madeira, 2.500 metros quadrados, o máximo permitido, título que ainda mantêm, apesar do mesmo alberguar atualmente um Continente Modelo.
Assim, após diversas apostas de Jorge Sá, o fundador do grupo Sá, estes supermercados tornaram-se uns dos primeiros a serem criados na Madeira. Ao longo do tempo, mais supermercados Sá foram abertos, quer desde de conveniência até de grandes dimensões, e quer localizados na capital ou à volta da ilha, contribuindo desta forma para a obtenção de sucesso na RAM, e aumentando a importância que a mesma tinha no arquipélago da Madeira.
Em 2006, o grupo abriu o seu primeiro supermercado em Portugal continental, mais precisamente, no Campo Pequeno, tendo o última na altura acabado de ter sido reinaugurado.

### Nos anos de atividade
A cadeia de supermercados estava presente em cinco formatos: Hiper Sá (superfícies de grande dimensão, sendo que apesar de se designarem Hiper, tecnicamente tinham dimensão de supermercado, exceto o de São Martinho que realmente podia ser considerado hipermercado), Super Sá (superfícies de média dimensão), Mini Sá (superfícies de pequena dimensão), Expresso Sá (superfícies de pequena dimensão dedicadas à rápida conveniência) e Loja Sá (superfície com média dimensão com posicionamento gourmet).
Tal como na concorrência, estes supermercados também possuíam produtos de marca branca, ou seja, da marca Sá. Os produtos iam desde sal de mesa a gelatinas, até vinhos e cervejas. No caso das cervejas, em 2008, acabou por ter sido feita a Cerveja Sá, e no ano seguinte, a edição sem álcool, em parceria com a Empresa de Cervejas da Madeira, do grupo Pestana. Alguns problemas acabaram por ocorrer durante a parceria, tendo, no fim da mesma, o grupo Sá uma dívida de 1,5 milhões de euros ao grupo Pestana.
Durante o seu funcionamento, teve grandes níveis de liquidez, apresentando em 2008, receitas na ordem dos 140 milhões de euros, e em 2010, receitas a rondar os 130 milhões de euros. No seu auge, em 2010, chegou a ter 1600 trabalhadores, mais 400 dos que tinha em 2001. Ao todo, foram mais de 20 supermercados Sá que existiram.

### Crise e extinção da marca
Com a crise portuguesa de 2010, e com o temporal de 20 de fevereiro, que diminuíram drasticamente o poder de compra dos madeirenses, a principal clientela dos supermercados Sá, as receitas do grupo acabaram por diminuir drasticamente, levando em 2013 a 109,47 milhões de euros de dívidas do Grupo Sá.

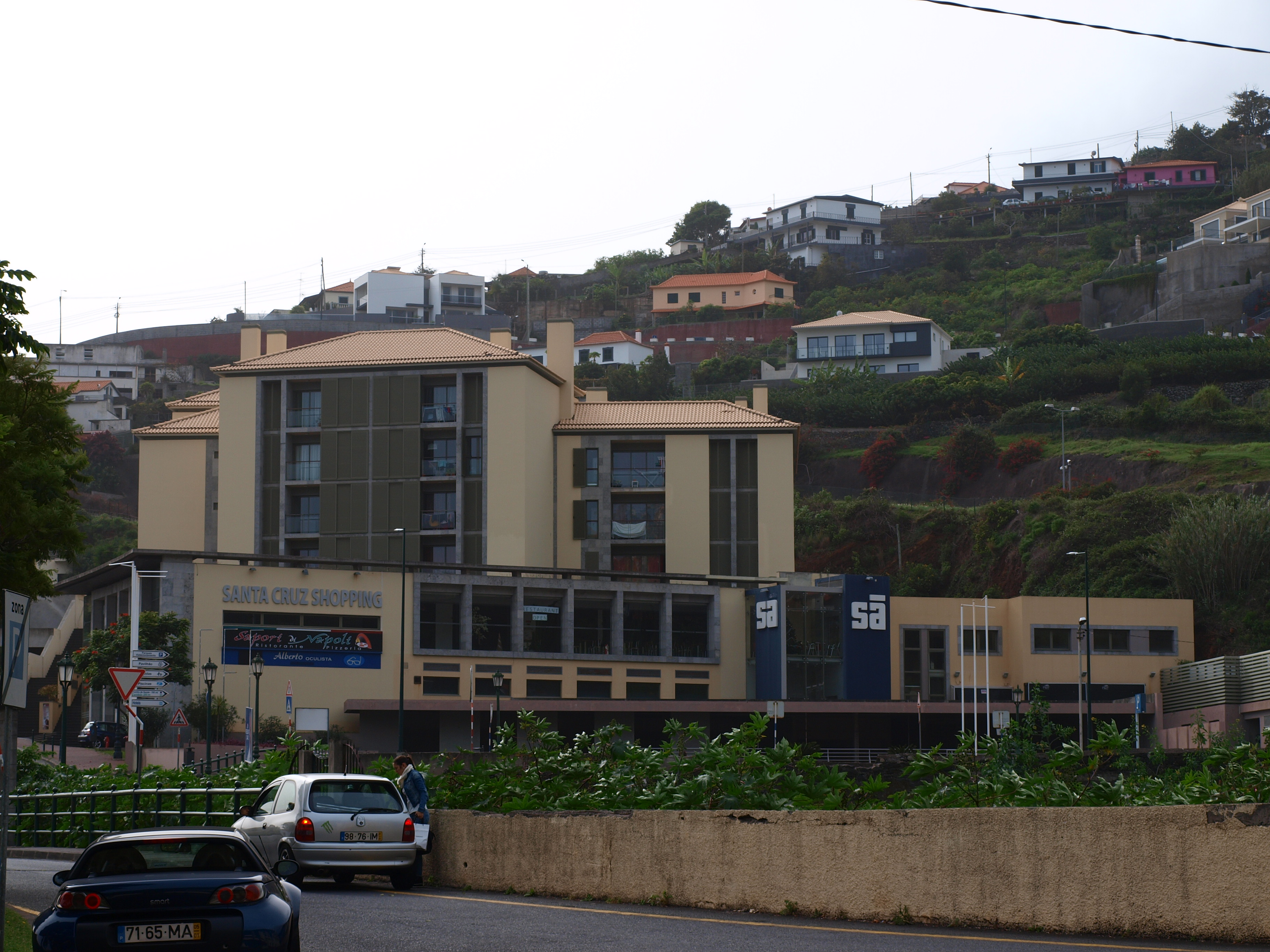
Santa Cruz Shopping com os letreiros do Hiper Sá instalado nesse centro comercial, em dezembro de 2015, altura em que se encontrava em abandono.

Uns dos primeiros supermercados a ceder foi o do Campo Pequeno, em 2012, tendo posteriormente sido substituído por um supermercado Pingo Doce.
Assim, e após o fecho de grande parte dos estabelecimentos do grupo, ao longo de 2013, foi negociado com a Sonae MC a cedência de exploração dos estabelecimentos Hiper Sá, e mais tarde transformados em supermercados Continente Modelo, neste caso os Hiper Sá de São Martinho, Santana, Machico, Estreito de Câmara de Lobos, Santo António, Camacha, Ribeira Brava e Seminário (por ordem de reinauguração em Continente Modelo). Este aumento de supermercados Continente acabou por ser estudado pela Autoridade da Concorrência, que acabou por dar "luz verde" à ação.
Já o Hiper Sá Santa Cruz, que se encontrava instalado no Santa Cruz Shopping, através de aluguer do espaço, não teve ainda sucessor, pois encontra-se em processo de tribunal devido a problemas internos, encontrando-se desta forma o supermercado encerrado, impedido de ser substituído, e em abandono.
Os restantes supermercados também acabaram por ser cedidos a outros negócios, como foi o caso do Super Sá do Hospital, e posteriormente o do Caniço, a Luís Nunes, proprietário do supermercado Super São Roque, posteriormente chamados de supermercados Novo Super.

## Estabelecimentos
De seguida apresentam-se os estabelecimentos Sá que existiram, junto da data da sua inauguração inicial e da sua morada original (para localizações futuras):

### Hiper Sá
| Designação                  | Inauguração           | Morada                                   |
| --------------------------- | --------------------- | ---------------------------------------- |
| Seminário                   | 1985                  | Rua do Seminário, 5                      |
| São Martinho                | Setembro de 1996      | Caminho de S. Martinho, 14               |
| Camacha                     | Março de 2001         | Sítio da Nogueira                        |
| Ribeira Brava               | 2002                  | Rua dos Dragoeiros, 59                   |
| Santo António               | 2005                  | Rua Dr. França Jardim, 2                 |
| Santa Cruz                  | 4 de agosto de 2007   | Avenida 25 de Junho, Santa Cruz Shopping |
| Santana                     | 25 de julho de 2008   | Barreiro                                 |
| Machico                     | 8 de outubro de 2010  | Rua Ribeirinho, 47-49                    |
| Estreito de Câmara de Lobos | 28 de janeiro de 2011 | Igreja                                   |

Nota: O Hiper Sá Seminário, inicialmente designado de Super Sá 1, foi expandido e reinaugurado em 2000.

### Super Sá
| Designação                  | Inauguração  | Morada                                                 |
| --------------------------- | ------------ | ------------------------------------------------------ |
| Hospital                    | 1988         | Avenida Luís de Camões                                 |
| Caniço                      | 1994         | Estrada da Ponta Oliveira, 5                           |
| Cidade Nova                 | Desconhecido | Avenida Nova Cidade, Conjunto Habitacional Nova Cidade |
| Câmara de Lobos             | Desconhecido | Rua Padre Pita Ferreira, 13                            |
| Estreito de Câmara de Lobos | Desconhecido | Rua João Augusto de Ornelas, 37                        |
| Canhas                      | Desconhecido | Salões Levada da Madalena, Edifício Flor do Sol        |

Nota: O Super Sá Hospital inicialmente chamava-se Super Sá 2.

### Mini Sá
| Designação      | Inauguração  | Morada                                               |
| --------------- | ------------ | ---------------------------------------------------- |
| Mercado         | 1992         | Mercado dos Lavradores                               |
| Santa Clara     | 1994         | Travessa das Capuchinhas, 42A                        |
| Marina Shopping | 1996         | Avenida Arriaga, Marina Shopping, loja 112           |
| Figueirinhas    | 1999         | Figueirinhas, Conjunto Habitacional das Figueirinhas |
| Catedral        | Desconhecido | Rua do Aljube, 15                                    |
| Garajau         | Desconhecido | Estrada do Garajau, 134                              |
| Pina            | Desconhecido | Rua do Pina, 1D Edifício Cristal                     |

Nota: O Mini Sá Marina Shopping foi expandido e reinaugurado em 2006.

### Expresso Sá
| Designação | Inauguração | Morada                      |
| ---------- | ----------- | --------------------------- |
| Nazaré     | 2002        | Avenida do Colégio Militar  |
| Hospital   | 2002        | Bairro do Hospital, loja 10 |

### Loja Sá
| Designação    | Inauguração        | Morada        |
| ------------- | ------------------ | ------------- |
| Campo Pequeno | 17 de maio de 2006 | Campo Pequeno |